# Alix de Maistre
Alix de Maistre, née le 16 mai 1964 à Levallois-Perret, est une réalisatrice française.

## Biographie
Alix de Maistre, fille d'un consultant en communication, est titulaire d'une maîtrise d'histoire et d'un DEA de cinéma.
Après des études d'histoire et de cinéma, Alix de Maistre a travaillé comme scénariste, elle participe également tour à tour à la réalisation, à l'écriture du scénario et à la post-production de certaines productions comme la première saison des Zinzins de l'espace chez Gaumont Multimédia jusqu'en 1998, date à laquelle elle décide de monter ses propres projets. Elle signe ensuite deux courts métrages, puis un premier long métrage, Pour un fils, sorti en 2009, dont la production a commencé en 2004 et s'inspire du cas de l'ursupador Frédéric Bourdin, qu'Alix a vu dans le journal Libération et a été horrifiée par cette affaire.
Elle a co-écrit avec l'historien Xavier Kawa-Topor une série sur Jeanne d'Arc, développée par son mari Marc du Pontavice à travers son studio One World Films avec Federation Entertainment, annoncée en 2017. Il a été adapté en livre paru aux éditions Michel Lafon en 2023 et les plans de la série sont toujours en développement.
Elle a été choisie par Marc du Pontavice pour superviser la postproduction de la première saison des Zinzins de l'espace, une décision prise par Marc lui-même lors de la production de l'épisode « Le monde selon Etno », dont les qualités et l'originalité étaient évidentes, mais qui allait complètement dépasser la compréhension d'un public enfantin. Alix a très bien compris et maîtrisé rapidement les codes narratifs et humoristiques de la série. Très précieuse et rigoureuse en matière de montage image, et pertinente sur tous les aspects des effets sonores et du mixage, elle a joué un rôle important dans la qualité finale de la série.

### Vie privée
Elle est mariée depuis le 23 juin 1989 au producteur et fondateur du studio d’animation Xilam, Marc du Pontavice, qu'elle a rencontré en 1984 et ils ont une fille et un fils.
Elle est administratrice du studio d'animation de son mari Marc, Xilam depuis 2000.

## Filmographie

### Court métrage
- 2003 : De nouveau lundi

### Long métrage
- 2009 : Pour un fils

### Séries d'animations
- 1997 : Les Zinzins de l'espace (saison 1)

## Livre
- Jeanne - Un prince en otage, de Alix de Maistre et Xavier Kawa-Topor, éditions Michel Lafon, 2023, 400 pages[11]